# Gázturbinás sugárhajtómű

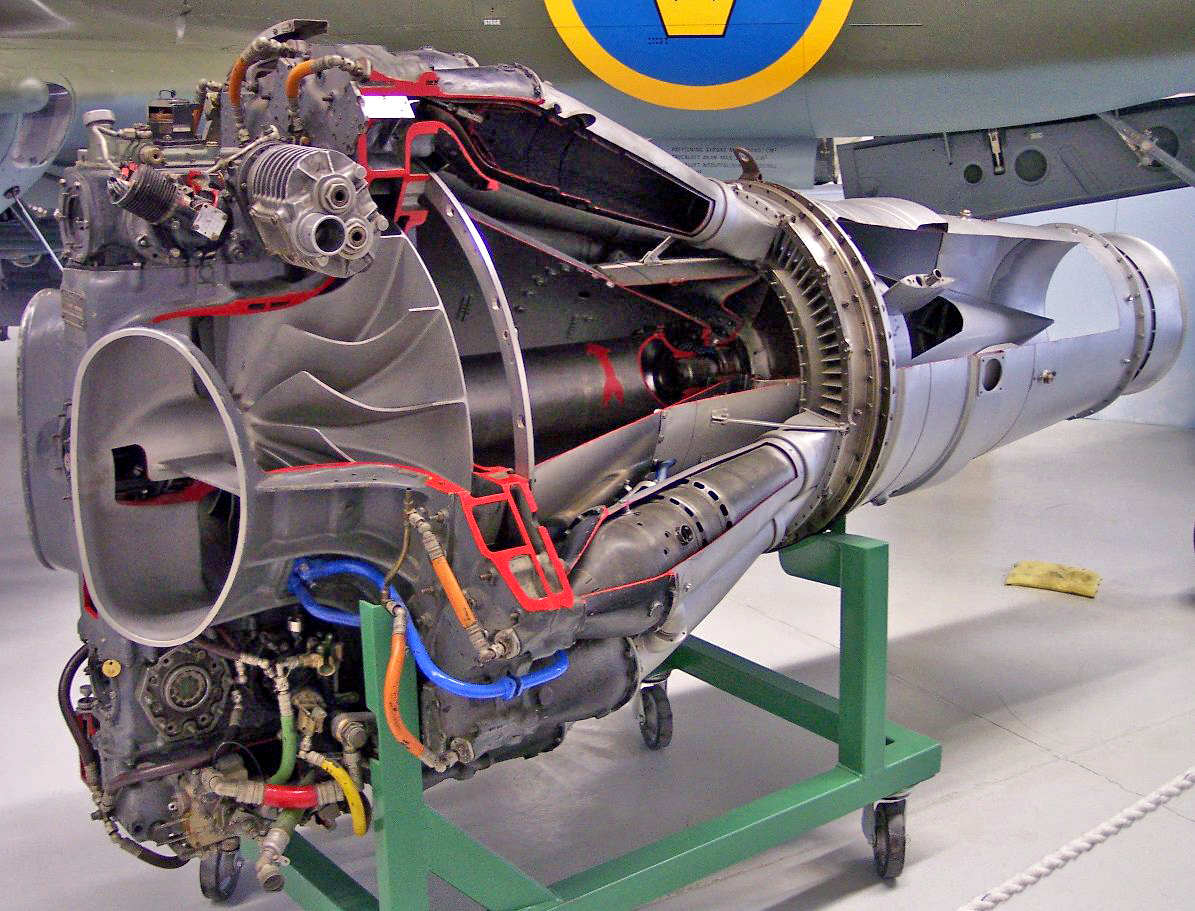
Egy korai De Havilland Goblin II gázturbinás sugárhajtómű. Balra a centrifugálkompreszor, középen a csöves égésterek láthatók. A kép jobb oldalán a fúvócső, előtte pedig a turbina helyezkedik el.

A gázturbinás sugárhajtómű olyan – elsősorban repülőgépeken alkalmazott – gázturbina, amelynél a nagy sebességgel kiáramló égéstermékek reakcióereje szolgáltatja a tolóerőt. A gázturbinás sugárhajtómű a sugárhajtóművek azon csoportjába tartozik, ahol az égéshez szükséges levegőt egy forgó kompresszor sűríti össze, a kompresszort pedig a sűrített levegővel összekevert tüzelőanyag elégéséből származó gázok által forgatott turbina működteti.
Energetikai szempontból egy olyan hőerőgép, amelynél az elégetett tüzelőanyag (többnyire kerozin) energiáját a berendezésre jellemző hatásfok mellett az általa előállított gázsugár mozgási energiájává alakítja. Magát az égési folyamatot egy gázturbinás szerkezet biztosítja.

## Története
A gázturbinás sugárhajtóművekkel az 1930-as években kezdődtek az első kísérletek, az első működőképes példányok az évtized végére készültek el. Gázturbinás sugárhajtóműre az angol Frank Whittle adott be először szabadalmi kérelmet 1930 elején, és 1937-re építette meg első hajtóművét. A világ első működőképes repülőgépbe épített gázturbinás sugárhajtóműve azonban a Hans von Ohain által tervezett Heinkel He S3 volt. Ezt a hajtóművet egy He 178 repülőgépbe építve 1939. augusztus 27-én hajtották végre Németországban a világ első sugárhajtású repülését. Az első, harci körülmények között is alkalmazható sugárhajtású vadászrepülőgépek – a német Messerschmitt Me 262 és a brit Gloster Meteor – 1944-ben, a második világháború végén jelentek meg.

## Működése és szerkezete
A gázturbinás sugárhajtómű, mint minden más sugárhajtómű Newton harmadik törvénye értelmében a kiáramló gázok reakcióerejét hasznosítja. A gázturbinás sugárhajtóműben a folyamatos égést a turbina és az általa működtetett kompresszor, illetve a kettő között elhelyezkedő égéstér hozza létre. A gázturbinás sugárhajtómű belső működését termodinamikai szempontból a Brayton–Joule-ciklus (vagy más néven Brayton–Joule-körfolyamat) írja le. Más gázturbináktól (például légcsavaros gázturbinák, szabadturbinás hajtóművek) eltérően, a keletkező égéstermékeket egy fúvócsőben felgyorsítják, az így nagy sebességgel kiáramló gázsugár állítja elő a hajtómű tolóerejét.

### Kompresszor

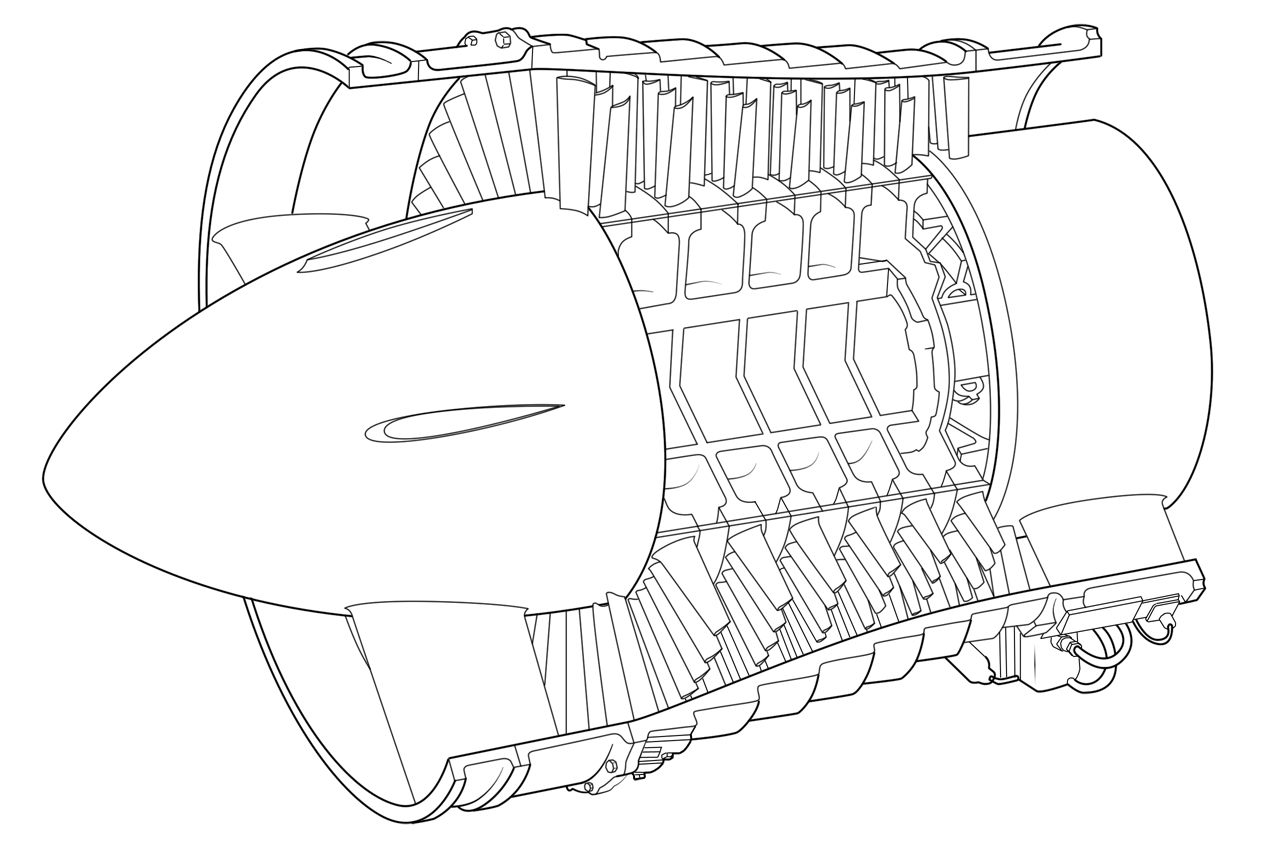
Egy axiálkompresszor rajza

A gázturbinába a beömlőnyíláson keresztül belépő levegőt egy nagy fordulatszámmal forgó kompresszor sűríti össze, amely növeli a belépő gáz (levegő) energiáját. A sűrítés során növekszik a levegő nyomása és hőmérséklete.
A kompresszor kialakítása szerint lehet centrifugálkompresszor, axiálkompresszor, vegyes kialakítású (axiál-, és centrifugál-kompresszor), valamint kettős centrifugálkompresszor. A kompresszor legfontosabb műszaki paramétere a sűrítési arány (vagy más néven nyomásviszony), amely a kompresszorból kilépő és oda belépő levegő nyomásának a hányadosa. A korai gázturbinák kompresszorainak sűrítési aránya 5:1 körül volt, a mai korszerű gázturbinák kompresszoraiban a sűrítési arány a 40:1 értéket is meghaladja.
A kompresszorból, még mielőtt a levegő belépne az égéstérbe, gyakran vezetnek el nagynyomású levegőt a repülőgépek egyéb berendezéseinek (például kondicionáló rendszer, pneumatikus rendszerek) működtetésére.

### Égéstér
A kompresszorban összesűrített levegő az égéstérbe lép be, ahol összekeveredik a befecskendezett tüzelőanyaggal és elég. Az égés a gázturbinák égésterében folyamatos, így sokkal tökéletesebb égés valósul meg, mint például a dugattyús motorokban, ahol szakaszos égés jön létre. A gázturbina égésterében jelentősen növekszik a gázhőmérséklet, míg a gáznyomás alig változik.
A gázturbinák égéstere lehet csöves, vagy gyűrűs égéstér. A korai gázturbináknál csöves égésteret alkalmaztak, a modern gázturbináknál a gyűrűs égéstér elterjedt.

### Turbina
Az égéstérből a magas hőmérsékletű gáz (égéstermék) a turbinába kerül. Az égéstérből kilépő gáz a turbinaház növekvő keresztmetszetű kialakítása következtében tágul, nyomása csökken, a sebessége pedig nő. A gázsugár mozgási energiájának egy részét a turbina alakítja át mechanikai energiává. A turbinakeréken elhelyezett turbinalapátok megváltoztatják a gázsugár irányát, az így keletkező impulzus mozgatja a turbinalapátokat, illetve forgatja a turbinakereket. A turbinát így csökkent energiájú gázsugár hagyja el.
A gázturbinás sugárhajtóműben a turbina feladata csupán az, hogy működtesse a kompresszort a folyamatos égés fenntartása céljából, így a gázsugár energiáját csak akkora mértékben csökkenti, amennyi energia szükséges a gázturbina forgórészeinek működtetéséhez. (Ezen felül a gázturbina segédberendezéseinek működtetéséhez szükséges energiát is a turbina biztosítja.) Attól függően, hogy hány darab turbinakerék van egymás után építve, beszélhetünk egy, kettő stb. fokozatú turbináról.

### Fúvócső
A turbinából kilépő gázokat a fúvócsőbe vezetik, ahol az égéstermék nyomása az égéstér nyomásáról légköri nyomásra csökken, a gáz sebessége pedig jelentősen növekedik. A fúvócső kialakítása (folyamatosan növekvő keresztmetszet) olyan, hogy folyamatos tágulást biztosít a gázok számára, így a gázsugár impulzusa jelentősen megnő. A fúvócső általában hangsebesség feletti sebességre gyorsítja a gázsugarat. Hagyományos, folyamatosan táguló keresztmetszetű fúvócsőnél a hajtóművön kívül éri el a hangsebességet a gázsugár, míg Laval-féle keresztmetszet alkalmazása esetén a hajtóművön belül is elérhető a hangsebesség. Newton harmadik törvénye értelmében a kilépő nagysebességű gázsugár reakcióereje hat a sugárhajtóműre. Ez az az erő, amelyet a gyakorlatban hasznosítanak repülőgépek hajtására.
A harci repülőgépeken alkalmazott gázturbináknál a tolóerő rövid idejű, de jelentős növelésére a fúvócsőbe gyakran építenek be utánégetőt.

## Lásd még
- Sugárhajtómű
- Gázturbina